# Палінур
Паліну́р (лат. Palinurus) — супутник і керманич Енея. Коли кораблі троянців відпливли з Сицилії, Палінур, стоячи за кермом, задрімав і впав за борт. Хвилі прибили його до берега. Місцеві мешканці вбили Палінура й кинули непоховане тіло. В Аїді Еней зустрів тінь Палінура, яку разом з іншими непохованими Харон відмовлявся перевезти через річку Стікс. Повернувшись на землю, Еней поховав Палінура на місці його загибелі біля мису в Південній Італії, який дістав назву Палінур.